# Archibald Gordon, 5. Marquess of Aberdeen and Temair
Archibald Victor Dudley Gordon, 5. Marquess of Aberdeen and Temair (* 9. Juli 1913; † 7. September 1984) war ein britischer Rundfunkmanager der BBC, Politiker, Adeliger und von 1974 bis zu seinem Tod 1984 Mitglied des House of Lords.

## Leben
Gordon war der zweitälteste Sohn von Dudley Gordon, 3. Marquess of Aberdeen and Temair, Neffe von George Gordon, 2. Marquess of Aberdeen and Temair und Enkel von John Hamilton-Gordon, 1. Marquess of Aberdeen and Temair, der unter anderem von 1893 bis 1898 Generalgouverneur von Kanada und für wenige Monate im Jahr 1886 und später von 1905 bis 1915 Vizekönig von Irland war.
Nach dem Besuch der Harrow School, eine der bekanntesten Public Schools, war er zwischen 1936 und 1940 Assistent des Sekretärs des Rates zum Schutz des ländlichen England (Council for the Protection of Rural England) und wechselte dann 1940 zur British Broadcasting Corporation (BBC), wo er zunächst im Kontrolldienst tätig war. Nach Ende des Zweiten Weltkrieges arbeitete er von 1946 bis 1972 in der Talkshow-Abteilung von BBC Radio und produzierte während dieser Zeit die politische Sendung The Week in Westminster sowie zwischen 1946 und 1966 die Berichterstattungen von BBC Radio zu den Parteikonferenzen der politischen Partei sowie den Unterhauswahlen. Zuletzt fungierte er zwischen 1967 und 1972 als Leiter der Sparte für Talk- und Dokumentarsendung von BBC Radio.
Nachdem sein älterer Bruder David Gordon, 4. Marquess of Aberdeen and Temair am 13. September 1974 ohne leibliche Kinder verstorben war, erbte er den Titel als 5. Marquess of Aberdeen and Temair und die damit verbundene Mitgliedschaft im House of Lords. Gleichzeitig wurde er auch Erbe der nachgeordneten Titel als 5. Earl of Haddo, in the County Aberdeen, 8. Viscount Gordon of Aberdeen, in the County of Aberdeen, 11. Viscount of Formartine, 13. Baronet Gordon, of Haddo, in the County Aberdeen, 11. Lord Haddo, Methlick, Tarves and Kellie, sowie als 11. Earl of Aberdeen. 
Da er selbst unverheiratet und ohne Kinder verstarb, folgte ihm nach seinem Tod am 7. September 1984 sein jüngerer Bruder Alastair Gordon auf den Titel als 6. Marquess of Aberdeen and Temair.